# Coenocalpe curata
Coenocalpe curata là một loài bướm đêm trong họ Geometridae.